# Scinax alter
Espèce
Synonymes
- Hyla rubra orientalis Lutz, 1968 nec Bedriaga, 1890
- Hyla rubra altera Lutz, 1973

Statut de conservation UICN

 LC  : Préoccupation mineure
Scinax alter est une espèce d'amphibiens de la famille des Hylidae.

## Répartition
Cette espèce est endémique du Brésil. Elle se rencontre jusqu'à 1 000 m d'altitude dans les Étata de Bahia, de Rio de Janeiro, du Minas Gerais et du Espírito Santo.

## Publication originale
- Lutz, 1973 : Brazilian Species of Hyla. University of Texas Press, Austin, p. 1-265.